# François Goyet
François Goyet né le 4 novembre 1994, est un joueur de hockey sur gazon français. Il évolue au poste de milieu de terrain à la Gantoise HC, en Belgique et avec l'équipe nationale française.

## Carrière
- Début en U21 en 2014
- Début en équipe première en 2014

## Palmarès
- : Finales des Hockey Series 2018-2019[4]